# عناكب متجولة
العناكب المتجولة (الاسم العلمي:Ctenidae) هي فصيلة من العنكبوتيات تتبع مجموعة كاملات المناسل من رتيبة العناكب الحديثة.

## الأجناس
- الأعكب